# Christelijk Democratische Federatie
De Christelijk-Democratische Federatie (CDF) is een voormalige Nederlandse politieke partij. Het was een fusiepartij die in 1924 ontstond uit een samenwerking tussen de Christelijke Volkspartij (CVP), de Christelijk-Sociale Partij (CSP) en de Christelijk-Democratische Bond (CDB). De CDF was echter weinig succesvol en viel een jaar later, in 1925, alweer uit elkaar. Veel van de initiatiefnemers voor de CDF uit 1924 (zoals de gehele CVP) gingen een jaar later, in 1926, op in de Christelijk-Democratische Unie.